# 1990 EL7
1990 EL7 är en asteroid i huvudbältet som upptäcktes den 3 mars 1990 av den belgiske astronomen Henri Debehogne vid La Silla-observatoriet.
Asteroiden har en diameter på ungefär 4 kilometer.